# Hideki Takayama
Hideki Takayama (japanska: 高山秀樹, Takayama Hideki) är en japansk animatör och filmregissör av hentai-filmer. Hans mest kända verk är Urotsukidōji.